# پانیچکووو
پانیچکووو (به بلغاری: Panichkovo) روستایی در بلغارستان است که در شهرستان چرنوچن واقع شده‌است. پانیچکووو ۹٫۷۷۲ کیلومتر مربع مساحت و ۳۹۴ نفر جمعیت دارد.